# 一気に
一気に（いっきに、朝鮮語: 단숨에）は朝鮮民主主義人民共和国の軍歌、プロパガンダソング。

## 概要
元々は普天堡電子楽団の曲だったが、これをカバーした牡丹峰楽団の「タンスメ！」が大ヒットした。これは人民軍の偉大さを出して、朝鮮人民軍歌と並ぶ曲である。

## 特徴
特徴は、「タンスメ！」と歌手が声を合わせて言うことである。これは本家が普天堡電子楽団のものであるが、現在は牡丹峰楽団の編曲したものが流通している。